# Dysschema rhea
Dysschema rhea là một loài bướm đêm thuộc phân họ Arctiinae, họ Erebidae.